# Euglossa obtusa
Euglossa obtusa är en biart som beskrevs av Dressler 1978. Euglossa obtusa ingår i släktet Euglossa, tribus orkidébin, och familjen långtungebin. Inga underarter finns listade.

## Bildgalleri

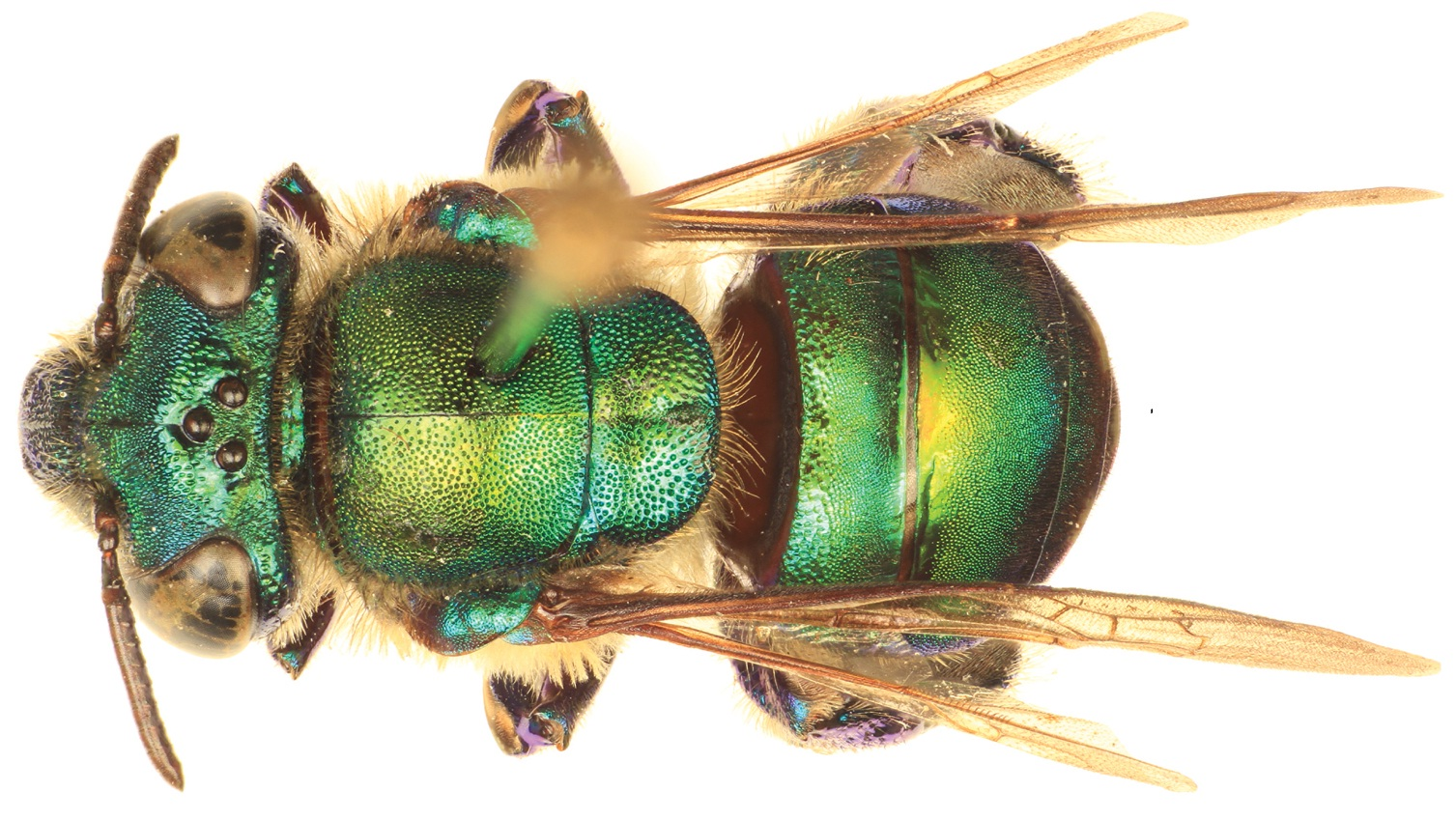